# Стівен Дабнер
Сті́вен Дж. Да́бнер (англ. Stephen J. Dubner; нар. 26 серпня 1963) — американський журналіст який написав сім книг та численну кількість статей. Дабнер найбільш відомий як спів-автор (з економістом Стівеном Левіттом) популярно-економічної книги Фрікономіка, продовженням книги «СуперФрікономіка» та «Думай як фрік».

## Загальні відомості
Його батьки Соломон Дабнер та Флоренс Грінгласс. Його мати була двоюрідною сестрою Етель Грінгласс. Батько працював редактором в The Troy Record. Його батьки незалежно один від одного були навернені до католиків з євреїв. Дабнер виріс в невеликому містечку штату Нью-Йорк, був наймолодшим з восьми дітей та отримав щире католицьке виховання.
Дабнер пояснив свій вибір практикувати єврейство: «Я не виріс євреєм, але мої батьки виросли… Ми вибрали нашу релігію, відкидаючи те що ми успадкували, для того щоб вибрати те що ми відчуваємо нам потрібно.»
Перша робота Дабнера була надрукована в американському дитячому журналі «Факти для дітей». Дабнер отримав стипендію від Appalachian State University в Новій Кароліні, та став випускником в 1984 році. В університеті він утворив гурт «Правильний профіль» який отримав відзнаку від Аріста Рекорд. В 1988 році він припинив займатись музикою щоб сфокуфуватись на літераторстві та отриманні освіти в сфері мистецтв в Колумбійському університеті (1990), де він також вчився в департаменті англійської мови. В 1990-х Дабнер був редактором в The New York Times Magazine.
Дабнер два рази одружувався, на даний час проживає в Нью-Йорку разом з дружиною Еллен Байден-Дабнер, та їх двома дітьми.
Дабнер також є спонсором (через Freakonomics Radio) Англійської Недільної Ліги (асоціація любительських футбольних команд які грають по неділях).

## Книги
- Turbulent Souls: A Catholic Son's Return to His Jewish Family (1998, ISBN 0-380-72930-X)
  - Republished as Choosing My Religion: a Memoir of a Family Beyond Belief (2006, ISBN 0061132993)
- Confessions of a Hero-Worshiper (2003) (ISBN 0-688-17365-9)[11]
- Freakonomics: A Rogue Economist Explores the Hidden Side of Everything, co-author with Steven Levitt (2005) (ISBN 0-06-089637-X)
- The Boy With Two Belly Buttons, a children's book, (HarperCollins, 2007) (ISBN 978-0061134029)[12]
- SuperFreakonomics: Global Cooling, Patriotic Prostitutes, and Why Suicide Bombers Should Buy Life Insurance, co-author with Steven Levitt (2009) (ISBN 0-060-88957-8)
- Think Like a Freak: The Authors of Freakonomics Offer to Retrain Your Brain, co-author with Steven Levitt (2014) (ISBN 0-062-21833-6)
- When to Rob a Bank: …And 131 More Warped Suggestions and Well-Intended Rants, co-author with Steven Levitt (2015) (ISBN 0-062-38532-1)
- Левітт, Стівен, Стівен Дабнер. Суперфрікономіка / пер. з англ. Дмитро Кожедуб. — К.: Наш Формат, 2018. — 256 с. — ISBN 978-617-7552-65-8
- Дабнер, Стівен, Стівен Левітт Фрікономіка. Зворотний бік усього на світі / пер. з англ. Володимир Горбатько. — К.: Наш Формат, 2017. — 248 с. — ISBN 978-617-7279-44-9
- Левітт, Стівен , Стівен Дабнер Думай як фрік / пер. з англ. Тетяна Заволоко. — К.: Наш Формат, 2016. — 216 с. — ISBN 978-617-7279-62-3

## Інші медіа
- Фрікономіка: Фільм (2010[13]), документальний.[14]
- Freakonomics Radio, ведучі Дабнер та Левітт як гість; подкаст та радіо-програма в Marketplace США громадська радіостанція
- Вибираючи мою релігію випущений як фільм.[11]

## Нагороди
- Фіналіст Koret Jewish Book Award
- Quill Award
- включений до списку Financial Times and Goldman Sachs Business Book of the Year Award